# Cwał (jeździectwo)

Cwał – na podstawie 16 zdjęć Eadwearda Muybridgea z 1887 roku

Cwał – najszybsza odmiana chodu końskiego; występują 4 takty uderzeń kopyt. Nogi konia stawiane są w kolejności: lewa tylna – prawa tylna – lewa przednia – prawa przednia lub odwrotnie, poczynając od nogi prawej tylnej. Następnie występuje faza zawieszenia, kiedy wszystkie nogi konia znajdują się w powietrzu.
Cwał jest odmianą galopu wyciągniętego – oprócz tego, że ślady kopyt tylnych przekraczają ślady kopyt przednich, koń porusza się tak szybko, że rozbija chód na cztery takty (każdy galop jest trzytaktowy, prócz cwału, który ma cztery takty). Noga prowadząca pracuje w cwale tak samo, jak w galopie.
W cwale jeździec unosi się z siodła do półsiadu, odciążając w ten sposób grzbiet konia. Cwał jest chodem wykorzystywanym podczas wyścigów konnych. 
Najszybsze konie świata (pełna krew angielska) cwałują z prędkością ponad 70 km/h.